# 信用聯盟廣場
信用聯盟廣場（英語：Credit Union Place）是加拿大曼尼托巴多芬一個擁有1763個座位的多用途競技場，他是帕克蘭娛樂綜合中心（Parkland Recreation Complex）的一部分，並設有水上中心和一個能夠進行冰壺比賽的溜冰場。
這個耗資860萬加元的競技場於2006年4月開幕啟用，並成為曼尼托巴青少年曲棍球聯盟（Manitoba Junior Hockey League）其中一支參賽隊伍多芬國王（Dauphin Kings）的主場。後來信用聯盟廣場還曾經舉辦了2010年皇家銀行杯（2010 Royal Bank Cup）、2014年西加拿大杯（2014 Western Canada Cup）以及2015年特魯斯杯（2015 Telus Cup）之地區賽事。除此之外，該競技場也被用作進行演唱會與貿易活動。

## 外部連結
- 多芬娛樂服務官方網站 （页面存档备份，存于）
- 多芬國王官方網站

51°08′50″N 100°02′54″W / 51.1472°N 100.0484°W